# رثاء الأندلس
نونية أبي البقاء الرندي في رثاء الأندلس (وتعرف شعبيا أحيانا بكلمتيها الافتتاحيتين «لكل شيء إذا ما تم نقصان») هي قصيدة نونية ألفها الشاعر الأندلسي أبو البقاء الرندي عام 1267 ميلادي. لقصيدة «رثاء الأندلس» مكانة خاصة في التاريخ نظرا لما تحمله من معنى ومشاعر ودور سياسي في فترة تاريخية حاسمة، كما أنها من أشهر نماذج الشعر الأندلسي والأدب الأندلسي بصفة عامة.
الرثاء هو تعداد خصال الميت مع التفجّع عليه والتأسّي والتعزّي بما كان يتصف به، فالشاعر أبو البقاء الرندي يعامل الأندلس في قصيدته كما لو كان شخصا مات أو يموت.

## أهداف
ألف أبو البقاء الرندي قصيدته بكاء على سقوط بلده واستنصارا للممالك الإسلامية على العدوة الإفريقية وخصوصا الدولة المرينية عندما أخذ ملك غرناطة يتنازل عن مدن وقلاع لتاج قشتالة.

## سياق القصيدة التاريخي
عاصر أبو البقاء الرندي سقوط معظم المدن الأندلسية المهمة مثل قادس وقرطبة وإشبيلية وغيرها في يد الملوك الكاثوليكيين: ألفونسو الثامن ملك قشتالة وحفيده فرناندو الثالث وسانشو السابع ملك نبرة وبيدرو الثاني ملك أرغون. سقطت معظم المدن الكبيرة في الأندلس في قرن واحد.

## مضمون
قصيدة رثاء الأندلس هي قصيدة نونية، فتقريبا كل بيت ينتهي بالنون، والبيت المفتتح
يقتبس من البيت المفتتح لنونية لأبي الفتح البستي الشهيرة:
القصيدة حافلة بالتلميح إلى شخصيات ورموز ضاربين في أعماق الثقافة العربية والشرقية، فتذكر في القصيدة قبائل عربية عريقة مثل عاد وشداد وقحطان وشخصيات تاريخية مثل ساسان وقارون وسيف بن ذي يزن ودارا وسليمان ويسأل: «أينهم الآن؟»
ثم يصف المدن الساقطة واحدة بواحدة، ويستعمل رموزا دينية تجسيدا لتهديد الغزاة الكاثوليكيين، فيذكر المنابر والمحاريب التي «تبكي» أمام «نواقيس وصلبان» في المساجد التي حوّلت إلى كنائس.

## وصلات خارجية
- رثاء الأندلس على موقع بوابة الشعراء
- رثاء الأندلس على موقع موسوعة الديوان الشعرية